# Barcelona (kommun)
Barcelona är en kommun i Brasilien.   Den ligger i delstaten Rio Grande do Norte, i den östra delen av landet, 1 700 km nordost om huvudstaden Brasília. Antalet invånare är 3 957.
Omgivningarna runt Barcelona är huvudsakligen savann. Runt Barcelona är det ganska glesbefolkat, med 31 invånare per kvadratkilometer.